# 専門学校ミュージシャンズ・インスティテュート東京
専門学校ミュージシャンズ・インスティテュート東京（せんもんがっこうミュージシャンズインスティテュートとうきょう英語：Musicians Institute TOKYO）は、東京都新宿区高田馬場にある学校法人イーエスピー学園が運営するミュージシャンを育成する日本の専門学校。通称「MI TOKYO(エムアイ トウキョウ)」。アメリカ合衆国カリフォルニア州ロサンゼルス市ハリウッドにあるミュージシャンズ・インスティチュートの姉妹校。

## 沿革
- 1995年 - Musicians Institute Japan (MI JAPAN) TOKYO/OSAKA/NAGOYA/SENDAI 設立。
- 1997年 - MI JAPAN SAPPORO/FUKUOKA 設立。
- 2000年 - RAP(Recording Artist Program)設立。
- 2003年 - DJC(DJ Creator)設立。
- 2007年 - MI HOLLYWOOD校留学システムスタート
- 2009年 - RAPをIAP(Independent Artist Program)に変更。
- 2018年 - 学校法人イーエスピー学園の運営の元「専門学校ミュージシャンズ・インスティテュート東京」という校名で、東京都（新宿区）の認可を受けた専門学校として開校。[2]

## 基礎データ

### 所在地
- 〒169-0075 東京都新宿区高田馬場4-5-8

### アクセス
- JR山手線 高田馬場駅 早稲田口・戸山口から徒歩2分
- 西武新宿線 高田馬場駅 早稲田口から徒歩3分
- 東京メトロ 高田馬場駅 出口1から徒歩3分

## 学科・コース

### ミュージックアーティスト科
- ヴォーカルコース
- ギターコース
- ベースコース
- ドラムコース
- サウンドクリエイターコース

### 特徴
- 必修科目においては ミュージシャンズ・インスティチュート本校と同じ教材（アプリケーション）を使用している。[3]
- 「Live Playing Workshop」というジャンルやスタイル別の課題曲を使ったライブ形式のアンサンブルレッスンを毎日行う。[3]
- 「Elective」と呼ばれる選択授業を数多く用意し、専攻コース以外の授業も履修出来る。[3]
- 「Open Counseling」と呼ばれる授業時間をもうけ、講師のカウンセリングを受けることができる。[3]
- ハリウッド校への留学（学位取得有/無、短期コースなど）カウンセリングも行っている。

## 代表的な出身アーティスト
- 桑原彰 - ギタリスト／RADWIMPS
- Y.K.C - ギタリスト／coldrain
- Duran - ギタリスト／RED DIAMOND DOGS
- 藤岡幹大 - ギタリスト
- 大村孝佳 - ギタリスト
- エジマハルシ - ギタリスト／ポルカドットスティングレイ
- MiA - ギタリスト／MEJIBRAY
- 呼太郎 - ギタリスト／宇宙戦隊NOIZ
- midori - ギタリスト／LOVEBITES
- 安達貴史 - ベーシスト／いきものがかりサポート
- TAKA - ベーシスト／GALNERYUS
- 平岡祐太 - 俳優
- あらた - ギターボーカル／Vivienne Red Bulldog

## 姉妹校

### アメリカ合衆国
- ミュージシャンズ・インスティチュート
- シアター・オブ・アーツ[4]
- エレガンス・インターナショナル[4]
- International Dance Academy Hollywood[4]
- ユナイテッド・テレビジョン・ブロードキャスティング・システム

### 日本
- 専門学校ESPエンタテインメント東京
- 専門学校ESPエンタテインメント大阪
- 専門学校ESPエンタテインメント福岡

## 関連
- 学校法人イーエスピー学園
- ESP
- シェクター

## 閉校したMI JAPAN各校の所在地
- 東京校 〒150-0043 東京都渋谷区道玄坂1-16-6
- 大阪校 〒530-0016 大阪府大阪市北区中崎3-1-2
- 名古校 〒460-0011 名古屋市中区大須4-10-89 3F
- 札幌校 〒060-0063 札幌市中央区南3条西1-3-6
- 福岡校 〒810-0001 福岡市中央区天神3-11-24
- 仙台校 〒980-0811 仙台市青葉区一番町2-3-33